# Veronica 538
Veronica 538 (Fontana 6013 024). Nederländsk EP-skiva av Cornelis Vreeswijk från år 1972. Låten "Veronica" blev en framgång för Cornelis Vreeswijk, både den svenska och den nederländska versionen. Låten "Veronica 538" har en helt annan text, den handlar om en båt som hette Veronica 538. Båten låg förankrad utanför den nederländska kusten och sände pirat-radio, ungefär som svenska Radio Nord. Innan myndigheterna hann stänga den så slet sig båten under en storm och förliste på en nederländsk strand, och det är detta öde låten "Veronica 538" handlar om. EP-skivan släpptes med två olika omslag.
- A Sida

1. "Veronica 538"
2. "De nozem en de non"

- B Sida

1. "Felicia"